# Bidogno
Bidogno is een plaats en voormalige gemeente in het Zwitserse kanton Ticino en maakt deel uit van het district Lugano.
Bidogno telt 334 inwoners.
Op 20 april 2008 ging de gemeente op in Capriasca.